# Isabelle Mège
 (mai 2019).
Si vous disposez d'ouvrages ou d'articles de référence ou si vous connaissez des sites web de qualité traitant du thème abordé ici, merci de compléter l'article en donnant les références utiles à sa vérifiabilité et en les liant à la section « Notes et références ».
 (mai 2019).
Isabelle Mège, née le 31 octobre 1965 à Brioude (Auvergne), est une modèle amatrice, performeuse et diariste (de 1986 à 2008, elle a tenu un journal de ses rencontres avec les 80 photographes professionnels reconnus et des photographies qu’elles et ils ont faites d’elle) française. Elle vit à proximité de Dijon.

## Biographie
Jeune secrétaire médicale à l’hôpital Saint-Antoine de Paris, intéressée par la photographie, elle est frappée à 20 ans par l'œuvre de Jeanloup Sieff exposée au Musée d'Art moderne de Paris et conçoit alors le projet de se faire photographier par les photographes qu'elle admire.
- 1987 : Jean-François Bauret
- 1987 : Édouard Boubat
- 1987 : Jeanloup Sieff (dans son studio-appartement de la rue Ampère, Paris)
- 1988 : Gladys

Elle trouve les adresses postales des photographes qu’elle veut contacter dans L’Encyclopédie Internationale des photographes de Michel et Michele Auer qu’elle consulte au Centre Pompidou. Bénéficie de l'aide de Jean-Claude Lemagny également et de Paris Audiovisuel.
Elle se déplacera alors à Liège (pour rencontrer Pierre Houcmant et Hubert Grooteclaes), Amsterdam (pour Carla Van de Puttelaar et Koos Breukel), Lausanne (Philippe Pache), Bâle (Christian Vogt), Barcelone (Toni Catany, Rafael Vargas), Prague (pour Jan Saudek) et Caracas (pour Ricardo Gomez-Perez) et entrera en contact avec une petite centaine de photographes renommés dont 80 répondront favorablement à sa demande, dont :
- 1990 : Claude Nori
- 1990 : Ralph Gibson
- 1990 : Willy Ronis avec lequel elle deviendra amie.
- 1990 : Jan Saudek
- 1990 : Eikō Hosoe

D'autres, comme Henri Cartier-Bresson, Mario Giacomelli, Annie Leibovitz, Irving Penn, etc. ayant, pour des raisons diverses, décliné sa proposition.
En 1990, le galeriste Baudoin Lebon remarque son projet.
- 1990 : Joel-Peter Witkin pastiche avec elle une photographie célèbre de Charles Nègre, Nègre’s Fetishist
- 1996 : Despatin et Gobeli, Arnaud Claass
- 1999 : Arno Rafael Minkkinen

En 1997, Jean-Claude Lemagny, conservateur du Cabinet des estampes de la Bibliothèque nationale, lui propose de faire partie du fonds et de monter une exposition de son projet. Elle refuse, jugeant que c'est prématuré.
- 2001 : René Groebli
- 2004 : Pierre Cordier réalise un chimigramme d'elle.

En 2016, une rédactrice du New Yorker, Anna Heyward, la découvre sur les conseils de Bill Henson, et la fait découvrir aux autres.
En 2017, Fisheye lui consacre un article de 8 pages.
En 2018, exposition solo au centre d'art contemporain La Chapelle, Clairefontaine-en-Yvelines
Elle est représentée par la galerie Baudoin Lebon, Paris (Haut-Marais).
En 2020, Catherine Balet rencontre Isabelle Mège pour poursuivre la série débutée en 1986.

## Les 80 photographes
Voici les 80 photographes qui se sont prêtés au jeu :
- Constant Anée
- Daniel Anizon
- Gilles et Myriam Arnould

B
- Catherine Balet, 2020.
- Jean-François Bauret, 1987. Dans son studio des Batignolles
- Jean-François Bauret, 2008. Avec Maxence
- Philippe Bazin
- Jean-Claude Bélégou, 2003 et 2019.
- Rossella Bellusci, 1989. High-key
- Frederick Edwin Bertin
- Daniel Besson
- Katharina Bosse
- Édouard Boubat, 1987. Un grain de beauté dans le dos.
- Christophe Bourguedieu, 2021
- Dirk Braeckman, 1989, 1991. Low-key
- Koos Breukel, 2017. Amsterdam.
- Gilles Buyle-Bodin

C
- Alexandra Catiere, 2016. Deux profils
- Arnaud Claass, 1996. Son pied en premier plan
- Pierre Cordier, 2004. Chimigramme
- Christian Courrèges, Portrait, 2001.
- Gilles Cruypenynck

D
- Bernard Descamps
- Despatin et Gobeli, 1996. Un diptyque.
- Leo Divendal, 2000. Edition d'un livre, Isabelle, Edition Schoeler, Brésil, 2011. Editions Cahiers Moutarde, 2018.
- Pascal Dolémieux

E
- Fouad Elkoury

F
- Nat Finkelstein
- Henri Foucault, 2008. Enceinte, sur une table.
- Lionel Fourneaux, 1989. Low-key
- Giorgia Fiorio, 2001. En forêt de Compiègne.

G
- Frédéric Gallier, 1988. High-Key
- Alberto García-Alix, Paris 2022
- Paul-Armand Gette
- Ralph Gibson, 1990.
- Gladys, 1988.
- Ricardo Gomez-Perez
- René Groebli
- Hubert Grooteclaes
- Yves Guillot

H
- Eikō Hosoe, 1990. Avec un mannequin noir.
- Pierre Houcmant
- Jean-Baptiste Huynh

J
- Seymour Jacobs

I
- Anne Immelé, Mulhouse, 2023

K
- Bogdan Konopka, 9/9/2001. Sur un banc de jardin

L
- Yvon Le Marlec
- Marc Le Mené
- Guillaume Leingre

M
- Andreas Mahl
- Thomas Manneke, Amsterdam, 2024
- Mayumi, 2002
- Flora Mérillon Portrait avec Albane, 2005.
- Arno Rafael Minkkinen, 1999. Autoportrait avec Isabelle.
- Jérôme de Missolz Court-métrage : i
- Ève Morcrette
- Jean-Luc Moulène, 2003. Couleur. "Derrière la passe".

N
- Claude Nori, 1990

0
- Hisashi Ogasahara

P
- Philippe Pache
- Max Pam, 2002
- Mary Ann Parkinson
- Antoine Poupel

R
- Hervé Rabot
- Jean Rault
- Jean-Philippe Reverdot
- William Ropp
- Willy Ronis
- Martin Rosswog

S
- Jan Saudek, 1990. Dans son studio, à Prague.
- Tomio Seike, Low-key. 1988, 1989, 1990, 1991, 1995. Expositions : Kohji Ogura Gallery, Nagoya, nov. dec 1988 (catalogue Photographs 1988) ; Hamiltons Londres 1989. Catalogue Tomio Seike "Photographs" (600 copies). Exposition Camera Obscura, Paris, 1998.
- Magdi Senadji
- Jun Shiraoka
- Jeanloup Sieff, 1997. Sur un canapé, dans son studio de la rue Ampère
- Mark Steinmetz, Paris 18e, 2023
- Michel Szulc-Krzyzanowski

T
- Keiichi Tahara
- Monique Tirouflet
- Patrick Tosani, 2003. Série Têtes.
- Georges Tourdjman

U
- Philippe Ughetto

V
- Carla Van de Puttelaar, 2001
- Rafael Vargas
- Christian Vogt

W
- Valérie Wingerter
- Joel-Peter Witkin, 1990. The Nègre's fetishist. Pastiche de Charles Nègre

## Les femmes
Isabelle a contacté aussi bien des femmes que des hommes. Le pourcentage de celles-ci (environ 10 %) étant du même ordre de grandeur que celui des femmes photographes parmi les photographes professionnels.
- Alexandra Catiere
- Carla van de Puttelaar
- Gladys
- Katharina Bosse
- Rossella Bellusci
- Giorgia Fiorio (2001)
- Anne Immelé (2023)
- Ève Morcrette
- Mary Ann Parkinson
- Valérie Wingerter
- Alice Odilon
- Monique Tirouflet
- Flora Mérillon
- Myriam Arnould (en duo avec Gilles Arnould)
- Mayumi (Matsumoto)
- Catherine Balet

## Analyse du projet
Le photographe Jean-Claude Bélégou, dans sa postface au catalogue, compare la démarche d'Isabelle à celle de l'héroïne de La Collectionneuse  d'Éric Rohmer.

## Vidéographie
Un court métrage "i" de 12 minutes et demie de Jérôme de Missolz. Diffusion France 2. Arte.

## Expositions
- « Le Quartz, Brest, 1996, exposition partielle, dans le cadre du Festival du Film Court de Brest du 5 au 11/11/1996
- « Biennale du Nu, Maison des Arts de Laon, 2001 (Jean-François Bauret, Despatin & Gobeli, Eve Morcrette, Willy Ronis, Jan Saudek)
- « i.collection, 1987-2008 » , La Chapelle, Centre d'Art Contemporain de Clairefontaine-en-Yvelines, 2018.
- "Isabelle Mège. Die Sammlerin" Photo Basel in situ. 6/06/2019-15/06/2019. Felix Ackermann/Baudoin Lebon